# ミレニアルズ
ミレニアルズは、メキシコで結成された日本のプロレス団体DRAGON GATEのユニット。

## 概要
- メキシコで海外遠征中だったEitaとT-Hawkらを中心に結成された。なおEitaとT-Hawkの次に入ったのはフラミータとロッキーロボ。
- 2013年8月23日の後楽園ホール大会のメイン終了後に日本初登場。
- 8月30日の神戸サンボーホール大会で日本凱旋帰国後初の試合。吉野正人&富永千浩&リョーツ清水の3人を相手に勝利を飾る。
- 9月12日の後楽園ホール大会でT-Hawk&Eita&U-Tの3人でジミーズの堀口元気H.A.Gee.Mee!!&ジミー・カゲトラ&Mr.キューキュー“谷嵜なおき”豊中ドルフィンらと対戦し、Eitaが堀口をNumero Unoで下した。以降、ジミーズとの抗争が始まる。
- 9月28日神戸サンボーホール大会で、T-Hawk&EitaがMAD BLANKEYのYAMATO&B×Bハルク組を破りSummer Adventure Tag League全勝優勝を果たし、同時に空位となっていたオープン・ザ・ツインゲート統一タッグ王座の暫定王者組となる。同年10月10日の後楽園大会でB×Bハルク、ジミー・ススム、戸澤陽らとオープン・ザ・ドリームゲート王座への挑戦者を決めるためキーハンティングマッチを行い、カギを獲得し同王座への挑戦権を獲得する。同日、吉野正人が保持する同王座に挑戦したがソル・ナシエンテ改で敗れた[1]。同年11月3日の大阪府立体育会館大会ではドラゴン・キッド&K-ness.組と同王座の決定戦を行って勝利し第29代王者組となった。
- 2014年10月に入るとベテラン軍との世代抗争が発展し、11月6日の後楽園大会でベテラン軍解散・コントラ・ミレニアルズメキシコ強制送還マッチが決定し、負けた場合今年一杯日本で活動し、2015年からはメキシコ出直しとなることが決定したが、この試合に勝利しベテラン軍を解散に追い込んだ（負傷欠場中のU-Tは練習生からやり直しとなる。また、ヨースケ・サンタマリアはメキシコでプロレスをしたことはない）。
- 8月6日にジミーズとMAD BLANKEYとの敗戦ユニット解散サバイバルイリミネーション6人タッグ3WAYマッチに敗れたことにより解散が決定した。

## メンバー
- T-Hawk（リーダー）
- Eita
- U-T
- フラミータ
- Kotoka
- エル・リンダマン
- ヨースケ♡サンタマリア

## 期間限定メンバー
- CIMA
- リコシェ

## 元メンバー
- ロッキー・ロボ

## タイトル歴
- オープン・ザ・ツインゲート統一タッグ王座

第29代：T-Hawk&Eita
（2013年11月3日獲得、2013年12月8日陥落）
第32代：T-Hawk&Eita
（2014年7月20日獲得、2014年11月2日陥落/防衛2回）
第34代：T-Hawk&Eita
（2014年12月3日獲得、2014年12月28日陥落）
- オープン・ザ・トライアングルゲート王座

第45代：T-Hawk&Eita&フラミータ
（2013年12月5日獲得、2013年12月22日陥落）
第48代：T-Hawk&Eita&U-T
（2014年3月16日獲得、2014年6月14日陥落/防衛2回）
- オープン・ザ・ブレイブゲート王座

第25代：フラミータ
（2014年3月16日獲得、2014年12月28日返上/防衛8回）
- オープン・ザ・お笑いゲート王座

第21代：ヨースケ♡サンタマリア
（2015年2月4日獲得、2015年3月29日陥落/防衛2回）
- Summer Adventure Tag League優勝

T-Hawk&Eita（2013年）